# Chiasmocleis jacki
Chiasmocleis jacki — вид жаб родини карликових райок (Microhylidae). Описаний у 2022 році.

## Поширення
Вид поширений у межах Гвіанського нагір'я на півдні Французької Гвіани та у штаті Амапа (на півночі Бразилії). 

## Характеристика
Вид виокремлений з Chiasmocleis haddadi завдяки комплексному використанню генетичних, морфологічних та акустичних даних. Географічно вид зустрічається на схід від свого сестринського виду C. haddadi, від якого його можна відрізнити за більшим тілом, пропорційно меншим оком і виразним забарвленням спини. Розмножується в листовій підстилці і пуголовки зазнають ендотрофного розвитку, тоді як C. haddadi та  C. hudsoni, що зустрічаються разом, відкладають ікру в листовій підстилці поблизу стоячої води тимчасових ставків, де екзотрофні пуголовки завершують свій розвиток.